# カテプシン
カテプシン（英: cathepsin）は、全ての動物やその他の生物にみられるプロテアーゼである。カテプシンファミリーには10種類以上のメンバーが存在し、その多くはリソソームに存在して低pHで活性化される。こうしたメンバーの活性はほぼ完全にオルガネラ内に限られる一方で、カテプシンKのように細胞外で機能するものも存在し、このタンパク質は破骨細胞によって分泌されて骨吸収過程で機能する。カテプシンは哺乳類細胞のターンオーバーに重要な役割を果たしている。

## メンバー
- カテプシンA（英語版）（セリンプロテアーゼ）
- カテプシンB（英語版）（システインプロテアーゼ）
- カテプシンC（英語版）（システインプロテアーゼ）
- カテプシンD（英語版）（アスパラギン酸プロテアーゼ）
- カテプシンE（アスパラギン酸プロテアーゼ）
- カテプシンF（英語版）（システインプロテアーゼ）
- カテプシンG（英語版）（セリンプロテアーゼ）
- カテプシンH（システインプロテアーゼ）
- カテプシンK（システインプロテアーゼ）
- カテプシンL1（英語版）（システインプロテアーゼ）
- カテプシンO（英語版）（システインプロテアーゼ）
- カテプシンS（英語版）（システインプロテアーゼ）
- カテプシンV（英語版）（カテプシンL2、U、システインプロテアーゼ）
- カテプシンW（システインプロテアーゼ）
- カテプシンZ（英語版）（カテプシンZ、P、システインプロテアーゼ）

## 臨床的意義
カテプシンは、疾患への関与が示唆されている生理過程に多く関与している。システインプロテアーゼ型のカテプシンは、薬剤標的として多くの研究が行われている。
- がん - カテプシンDは分裂促進因子であり、またケモカインの分解によって樹状細胞の機能を阻害することで腫瘍免疫応答を減弱させる。カテプシンB、Lは細胞外マトリックスの分解と細胞の浸潤に関与している[3]。
- 脳卒中[4]
- 外傷性脳損傷[5]
- アルツハイマー病[6]
- 関節炎[7]
- エボラ出血熱 - カテプシンB（そして程度は低いもののカテプシンL）はウイルスが宿主細胞へ侵入するために必要であることが知られている[8]。
- COPD
- 慢性歯周炎（英語版）
- 膵炎
- いくつかの眼疾患: 円錐角膜、網膜剥離、加齢黄斑変性、緑内障[9]

### カテプシンA
カテプシンAの欠乏はガラクトシアリドーシスと関係している。転移性メラノーマの病変部位では、原発巣と比較してカテプシンAの活性が有意に上昇している。また、筋ジストロフィーや除神経が生じる疾患の影響を受けた筋肉では、カテプシンAが増加している。

### カテプシンB
カテプシンBはβ-セクレターゼ1と同様に機能し、アミロイドβ前駆体タンパク質を切断してアミロイドβを生成している可能性がある。カテプシンBはペプチダーゼC1ファミリーに属し、その過剰発現は食道腺癌やその他の腫瘍と関連している。また、カテプシンBは卵巣がんなどの腫瘍のプログレッションへの関与も示唆されている。

### カテプシンD
カテプシンDは、フィブロネクチンやラミニンなどさまざまな基質を切断しているようである。他の一部のカテプシンとは異なり、カテプシンDは中性のpHでもある程度のプロテアーゼ活性を有している。腫瘍細胞におけるこの酵素の高発現は、浸潤性の高さと関連しているようである。

### カテプシンK
カテプシンKは、哺乳類において最も強力なコラゲナーゼである。カテプシンKは骨粗鬆症に関与しており、この疾患では骨密度が低下し骨折のリスクが高まる。破骨細胞は体内で骨吸収を行う細胞であり、骨基質におけるミネラル以外の主要なタンパク質構成要素であるコラーゲンを分解するためにカテプシンKを分泌する。また、カテプシンKは他のカテプシンとともに、細胞外マトリックスの分解によってがんの転移にも関与している。カテプシンKをノックアウトしたアテローム性動脈硬化マウスは、アテローム病変のサイズが低下することも示されている。培養血管内皮細胞におけるカテプシンKの発現はずり応力によって調節されている。カテプシンKは関節炎に関与していることも示されている。

### カテプシンV
マウスのカテプシンLはヒトのカテプシンVと相同である。マウスカテプシンLはアディポジェネシスや耐糖能障害に関与していることが示されている。カテプシンLはフィブロネクチン、インスリン受容体、IGF-1受容体を分解する。カテプシンL欠損マウスは野生型と比較して脂肪組織が少なく、血清グルコース濃度やインスリン濃度は低い。またインスリン受容体サブユニットや、グルコーストランスポーター（GLUT4）、フィブロネクチンは増加している。

### 阻害剤
5種類の環状ペプチドが、ヒトのカテプシンL、B、H、Kに対する阻害活性が示されている。カテプシンKやSを標的としたいくつかの阻害剤は骨粗鬆症、変形性関節症、慢性疼痛に対する治療薬としての臨床試験段階に到達しているが、カテプシンK阻害剤レラカチブ（Relacatib）、バリカチブ（Balicatib）、オダナカチブは、有害な副作用のためにそれぞれ第I相、第II相、第III相で試験が中止されている。カテプシンS阻害剤SAR114137は、慢性疼痛を対象とした第I相試験を通過しなかった。2022年、カテプシンL阻害剤オルゴトレルビル（STI-1558）はCOVID-19治療のための第I相試験開始のFDA認可を受けた。

## カテプシンザイモグラフィー
ザイモグラフィーはゲル電気泳動の一種であり、酵素の基質を共重合したポリアクリルアミドゲルを用いて酵素活性を検出する手法である。カテプシンザイモグラフィーでは、ゼラチンを共重合したポリアクリルアミドゲル中の泳動度の差異によってさまざまなカテプシンの分離が行われる。電気泳動を非還元条件、ロイペプチン添加のもとで行うことで、酵素は不可逆的分解から保護される。まずタンパク質濃度を決定した後、等量の組織タンパク質をゲルにロードし、電気泳動を行う。その後、ゲルを再生（renaturation）バッファーへ移すことで、カテプシンは天然状態のコンフォメーションへと戻される。そして、特定のpHの活性化バッファーへ移し、37 °Cで終夜インキュベーションする。この活性化段階では、カテプシンによるゼラチン基質の分解が行われる。このゲルをCBCを用いて染色すると、ゼラチンが残っている領域は青く染色されるのに対し、カテプシンの活性があった領域はゼラチンが分解されているため染色されず、白いバンドとして可視化される。カテプシンザイモグラフィーはfmol量の成熟カテプシンKを検出することができる。さまざまなカテプシンはその分子量に応じた泳動度に基づいて同定される。また、各カテプシンにはそれぞれタンパク質分解活性が最大となる至適pHがある。一例としてカテプシンKはpH7または8でゼラチンを分解することができるが、カテプシンLやVはこのpHでは活性を示さない。逆にpH4ではカテプシンVは活性を有するが、カテプシンKは活性を示さない。そのため活性化バッファーのpHを調整することで、カテプシンの種類をさらに詳細に同定することができる。